# Papa Giovanni II
Giovanni II, nato Mercurio di Proietto (Roma, 470 – Roma, 8 maggio 535), è stato il 56º vescovo di Roma e papa della Chiesa cattolica. Il suo papato durò dal 2 gennaio 533 fino alla sua morte.

## Biografia
Nacque nel 470. Era romano e figlio di un certo Projectus. Se non nacque nella seconda regione (Coelimontium) fu almeno sacerdote della Basilica di San Clemente al Laterano, sul pendio del Mons Coelius. L'Annuario Pontificio per l'anno 2001 indica che fu il primo papa a cambiare nome dopo l'elevazione al papato (quello di Mercurio, una divinità pagana, non sembrava moralmente appropriato). La basilica di San Clemente conserva, infatti, ancora numerose memorie di "Mercurio detto Giovanni". La scritta Presbyter Mercurius si trova su un frammento di un antico ciborio e molte delle lastre marmoree, che racchiudono la schola cantorum portano impresso, nello stile del VI secolo, il monogramma di Johannes.
Gli scandali e le polemiche sul sistema da seguire per l'elezione del pontefice causarono, dopo la morte di papa Bonifacio II, una vacanza di oltre due mesi sul seggio papale, che probabilmente servì al clero, al senato che rappresentava il popolo e alla corte ostrogota di Ravenna per definire le proprie posizioni e prerogative. Per l'elezione di papi e vescovi la simonia era molto diffusa sia fra il clero che fra i laici, e durante il periodo di sede vacante fiorì un vergognoso traffico di arredi sacri e d'altare: il senato non rinunciava al diritto di voto sulle questioni della Chiesa, che dovevano essere sottoposte alla sua approvazione, e di conseguenza alcuni ecclesiastici ricorsero con una certa spregiudicatezza alla vendita dei beni della Chiesa per corrompere i senatori più in vista. Tutto ciò sebbene già durante il pontificato di Bonifacio il senato avesse emesso un decreto di denuncia e condanna di tale situazione.
Il re Atalarico ordinò che il decreto senatorio fosse inciso sul marmo e collocato nell'atrio di San Pietro (533), insieme ad un editto in base al quale, ferma restando la libertà di scelta del clero e del popolo romano, il re si riserbava la conferma dell'elezione papale e metteva a disposizione dei funzionari regi una cospicua somma di denaro per procurare suffragi al candidato scelto. L'editto prevedeva anche che se una elezione contestata fosse stata portata dinanzi alla corte di Ravenna da parte del clero o del popolo romano, questi avrebbero dovuto pagare al tribunale tremila solidi, somma che sarebbe stata devoluta ai poveri.
Giovanni, tuttavia, rimase sempre in buoni rapporti con Atalarico, presso il cui tribunale discusse tutti i suoi ricorsi contro il clero romano.
Secondo il Liber pontificalis anche Giustiniano dimostrò la sua ortodossia per la Sede di Roma e la buona disposizione per la persona di Giovanni, emanando un editto coerente con i dogmi sulla Santissima Trinità. Poco tempo prima che Giovanni divenisse papa, infatti, l'Oriente era stato agitato dalla formula «Uno della Trinità ha sofferto nella carne», che era stata presentata come un mezzo per riconciliare varie sette eretiche. Condannata e riformulata da papa Ormisda, la formula venne abbandonata, ma in seguito fu ripresa e difesa, in una forma modificata, da Giustiniano e dagli Acoemetae, una setta di monaci. Questi ultimi furono però condannati dal Papa, che informò l'Imperatore della sua azione (24 marzo 534). L'imperatore bizantino gli inviò la sua professione di fede e molti regali preziosi e fece incorporare nei suoi Codici la propria lettera a papa Giovanni e la sua risposta.
I crimini di Contumelioso, vescovo di Riez, in Provenza, gli procurarono la condanna in un Sinodo presieduto da Cesario d'Arles, che lo costrinse al confino in un monastero. Giovanni, nel 533, lo depose nominando Cesario amministratore pro tempore della sede di Riez. Fino alla nomina del nuovo vescovo il clero di Riez avrebbe dovuto obbedienza al vescovo di Arles.
217 vescovi riuniti in concilio a Cartagine (535) sottoposero a Giovanni la questione se i vescovi che erano caduti nell'arianesimo potessero, dopo il pentimento, mantenere il loro rango o essere ammessi alla comunione laica. La risposta alla loro richiesta, però, fu fornita da papa Agapito I, poiché Giovanni morì l'8 maggio 535. Venne sepolto in San Pietro.